# Lippia abyssinica

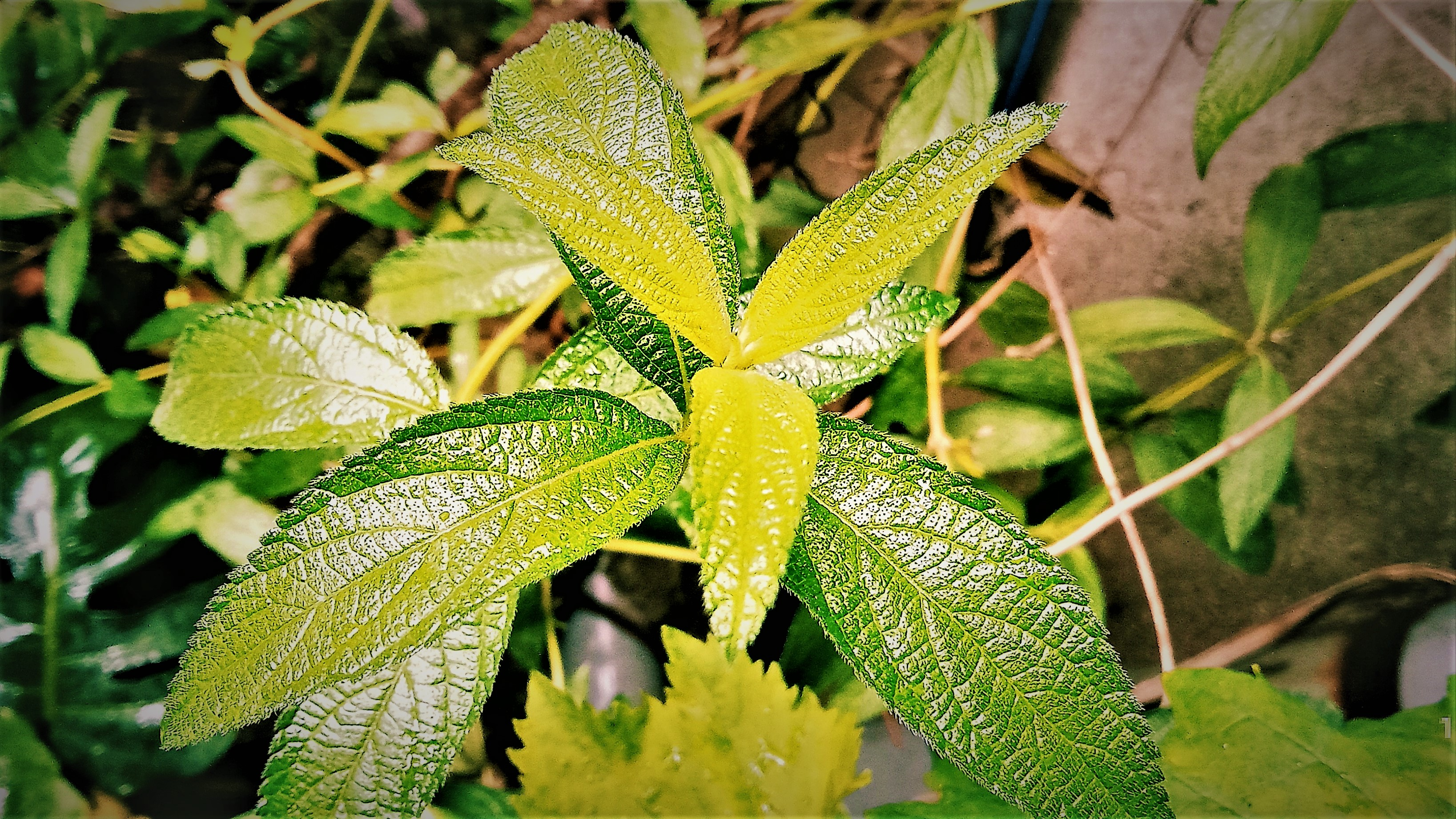
Detalle de las hojas

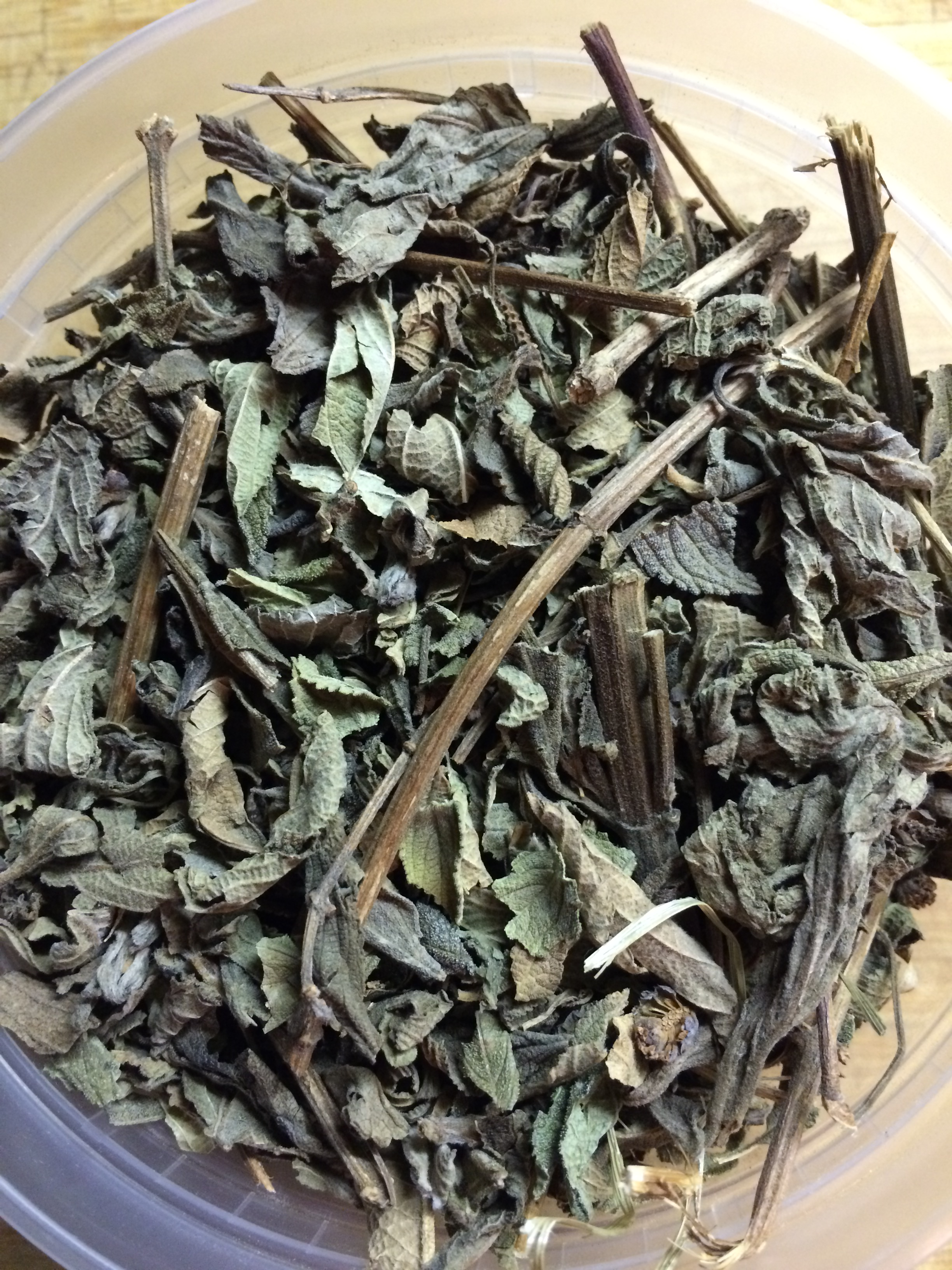
Hierba seca

El koseret (en amárico: ኮሰረት, romanizado: koserēti) o kese (en amárico: ከሴ, romanizado: kesē) (Lippia abyssinica) es una especie de planta con flor de la familia Verbenaceae, y es endémica de Etiopía.

## Distribución
El área de distribución nativa de esta especie se extiende desde el nordeste hasta el oriente de África ecuatorial.

## Descripción
Es una planta subarbustiva o arbustiva perenne, cuyo tipo de hábito general es herbáceo, y crece principalmente en el bioma tropical estacionalmente seco, en altitudes de 1 600 a 2 000 m s. n. m..
Tiene hojas con indumento en forma de pelos y flores pequeñas de color púrpura o rosa, y puede alcanzar un tamaño de hasta 3 m de altura.

## Usos

### Culinarios
Lippia abyssinica se seca y se utiliza en la gastronomía etíope. Posee un aroma alcanforado y mentolado.
Está estrechamente relacionado con el orégano mexicano (que no debe confundirse con el orégano), y comparte el mismo género Lippia, así como al mismo orden, Lamiales. Se usa comúnmente para hacer aceites de cocina especiados niter kibbeh y ye'qimem zeyet, así como la mezcla de especias afrinj.
El koseret, junto con otras hierbas y especias conservan la mantequilla y el aceite, evitando que se echen a perder hasta por 15 años. En estas preparaciones, el koseret da sabor a muchos platos comunes, como el kitfo.
En otras partes de África como República Democrática del Congo y República del Congo se come como verdura de hoja. En África occidental, especialmente en Gambia, se elabora una tisana como sustituto del té.

### Medicinales
La planta también se ha utilizado como medicina tradicional para la tos, la fiebre, el estreñimiento y enfermedades cutáneas como quemaduras. También se utiliza como insecticida y tratamiento antimicrobiano y muestra algunas propiedades antibióticas prometedoras. El koseret también tiene cierta actividad antioxidante.

## Taxonomía
La especie fue descrita inicialmente como Lantana abyssinica por Christoph Friedrich Otto y Albert Gottfried Dietrich y publicada en Allgemeine Gartenzeitung 9: 378, en 1841, actualmente es tanto un sinónimo como el basónimo de esta; y ulteriormente, sería transferida al género Lippia por Georg Cufodontis en Enumeratio Plantarum Aethiopiae Spermatophyta XXXI, en 1969.

#### Etimología
Ver: Lippia
abyssinica: epíteto geográfico que alude a su localización en Abisinia, Etiopía actual.

## Nombres comunes
- Ahmárico: Kesenet (en amárico: ክስንት, romanizado: kisiniti),[19] kesse,[4] kessie,[3] kosearut,[9] quereret.[4]
- Español: Arbusto de té de Gambia,[11][12][14] hierba de limón,[20] hierba clarificante de mantequilla, verbena de África.[12][21]
- Krio: A-kimbo, temne (Sierra Leona).[15]
- Mbosi: Dutmutzuri (República del Congo).[15][22]
- Nzadi: Ngadi (República Democrática del Congo).[15][22]
- Oromo: Kasey,[4] kusaayee,[16] kusaye.[3]
- Tigriña: Kusay.[4]